# Sàrria

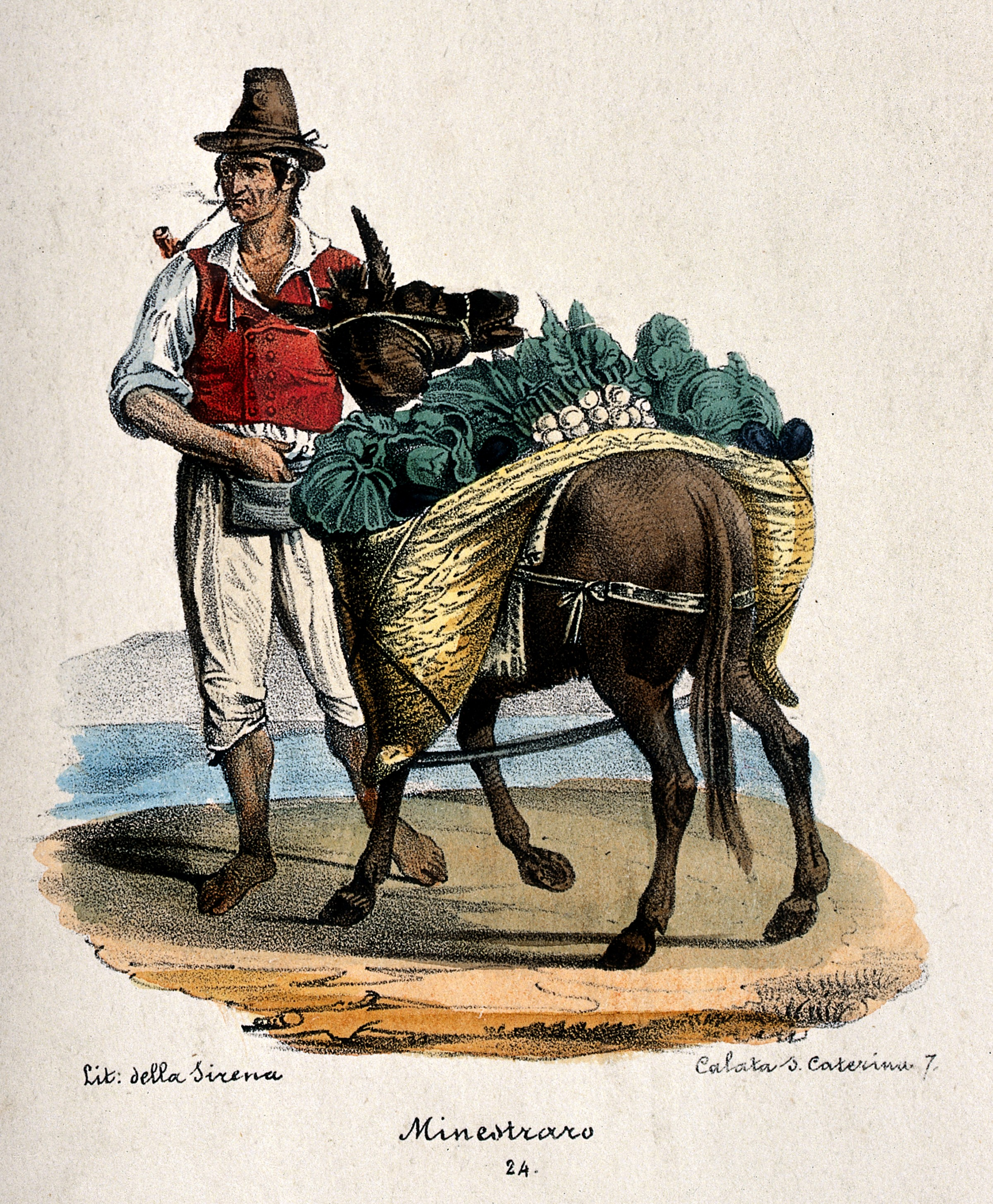
Pagès i ruc amb una sàrria carregant verdures

Relacionada amb els animals de bast, una sàrria (o sària) és un estri que, disposat sobre el llom de l'atzembla, forma dues butxaques aptes per a transportar productes diversos. Com a estri de càrrega s'assembla molt a les alforges.
Tot i que n'hi ha de dissenys diversos, una versió popular a les terres catalanes té la forma d'un rectangle cosit pels dos costats curts i un dels costats llargs. Plegada queda plana. Quan es posa a l'esquena de l'animal de càrrega el costat llarg cosit forma una corba (passant de ser una aresta a formar part d'una superfície), mentre que la sàrria s'obre pel mig (en la part llarga descosida) i els extrems queden penjant deixant dues grans butxaques còniques (anomenades cornalons; en singular cornaló).
Les sàrries s'acostumaven a fer de palma de margalló o d'espart. Aquesta producció artesana era típica de Ginestar, Pinell de Brai, Rasquera i Miravet.

## Ús del terme
Les sàries ja figuraven a la Lleuda de Cotlliure el 1249. L'any 1402 Martí l'Humà encarregava tretze sàries de rajoles a Paterna, Un altre document de 1431 parla de quatre sàries velles: dues d'espart i dues de palma.